# Фантастическое
Фантасти́ческое — неклассическая категория эстетики, теоретически осознанная в эпоху романтизма. Большинство определений фантастического онтологичны, противопоставляя «сверхъестественное» («чудесное», «неправдоподобное») «естественному» («обычному», «правдоподобному»), антимиметическое — миметическому. Структурно фантастический образ характеризуется двуплановостью. Семиотический механизм фантастического состоит в преднамеренном нарушении существующих эстетических конвенций («условностей»).
Согласно определению, данному Роже Кайуа, к фантастическому относится всё, что не является точным изображением привычных предметов и живых существ.
Важнейшее свойство фантастического образа заключается в том, что благодаря ему литературное произведение обретает очень большую свободу художественной формы и поэтому — глубину и многообразие отражения авторских идейно-тематических установок, порой намного бо́льшие по сравнению с нефантастическими произведениями. Фантастическое оказывает очень большое воздействие на художественный мир произведения, способствуя раскрытию внутреннего мира персонажей, играет немалую роль в сюжетно-композиционном построении произведения и др. Фантастическая образность проявляет свои качества и в собственно фантастических произведениях («фантастике»), и в отдельных сторонах или частях «нефантастических» произведений.

## История понятия
Выражение «фантастическое искусство» (φανταστικὴ τέχνη) встречается уже у Платона в диалоге «Софист» (в русском переводе — «призрачное искусство»). Правда, значение слова здесь ещё далеко от современного: это то, что мы назвали бы иллюзионизмом. Платон выделяет два типа «образотворчества»: истинный («икастику», создание подобий) и ложный («фантастику», создание иллюзий). В этом коротком диалоге термин «фантастика» повторяется семь раз, и это действительно единственный случай в античной философии, когда он применяется по отношению к искусству.
Уже в эпоху Возрождения и позже платоновское противопоставление икастического и фантастического подражания (imitatio fantastica) встречается, например, у Грегорио Команини в диалоге «Фиджино» (1591) и в трактате Джованни Пьетро Беллори «Идея живописца, скульптора и архитектора» (1672), но при этом в толковании фантастического они исходят уже не из Платона, а из Филострата[уточнить] с его концепцией творческой фантазии.
Первым теоретиком фантастического по праву считается французский романтик Шарль Нодье со своим манифестом «О фантастическом в литературе». Ему же часто приписывают и введение самого термина «фантастика» в качестве названия литературного жанра, однако это не совсем так. Статья Нодье появилась в 1830 году, а ещё до этого сам Нодье писал о фантастике, но пользовался при этом неуклюжими описаниями вроде «ужасное чудесное». В 1829 году вышел французский перевод «Фантазий в манере Калло» (Fantasiestucke) Э. Т. А. Гофмана, названный «Contes fantastiques» («Фантастические повести»). В качестве предисловия переводчик Франсуа-Адольф Лоэв-Веймар поставил статью Вальтера Скотта «О сверхъестественном в литературе и, в частности, о сочинениях Эрнста Теодора Вильгельма Гофмана» («On the Supernatural in Fictitious Composition», 1827), в переводе Огюста-Жана-Батиста Дефоконпре названную «Sur Hoffmann et les compositions fantastiques» — «О Гофмане и фантастических сочинениях». Книга сразу же приобрела шумную известность и повлияла на Нодье.
Среди прочих «методов воспроизведения чудесного и сверхъестественного в художественной литературе» Скотт выделяет и «фантастический метод» (fantastic mode), ограничивая его произведениями, где «безудержная фантазия пользуется самой необузданной и дикой свободой» («the most wild and unbounded license is given to an irregular fancy»), и исключает из него даже «Франкенштейна» Мэри Шелли. В русском переводе слово «фантастический» неоправданно встречается чаще, чем в оригинале, что создаёт некоторую путаницу понятий.

## Определения
Самое известное и наиболее влиятельное определение фантастического принадлежит французскому структуралисту Цветану Тодорову (монография «Введение в фантастическую литературу»):

Фантастическое — это колебание, испытываемое человеком, которому знакомы лишь законы природы, когда он наблюдает явление, кажущееся сверхъестественным.

Тодоров ссылается на статью Владимира Соловьёва «Предисловие к „Упырю“ графа А. К. Толстого (1844)»:

Существенный интерес и значение фантастического в поэзии держится на уверенности, что всё происходящее в мире, и особенно в жизни человеческой, зависит, кроме своих наличных и очевидных причин, ещё от какой-то другой причинности, более глубокой и всеобъемлющей, но зато менее ясной. И вот отличительный признак подлинно фантастического: оно никогда не является, так сказать, в обнажённом виде. Его явления никогда не должны вызывать принудительной веры в мистический смысл жизненных происшествий, а скорее должны указывать, намекать на него. В подлинно фантастическом всегда оставляется внешняя, формальная возможность простого объяснения обыкновенной, всегдашней связи явлений, причём, однако, это объяснение окончательно лишается внутренней вероятности. Все отдельные подробности должны иметь повседневный характер, и лишь связь целого должна указывать на иную причинность.

Уже давно отмечено, что определение Тодорова суживает область фантастического до той разновидности литературной фантастики, что существовала в середине XIX века. По словам американского исследователя Иштвана Чичери-Ронай, оно «долгое время вызывало в англоязычных исследованиях фантастики восхищение, далеко превосходящее практическую пользу от него». Наиболее резкой критике подверг концепцию Тодорова Станислав Лем. Лем упрекает Тодорова в том, что он отбирает произведения для анализа слишком выборочно, тогда как, по утверждению Лема, исследователь должен учитывать все образцы при анализе, иначе «теория произведений, отобранных предварительно, представляет не обобщение, а его противоположность, а именно — партикуляризацию». Кроме того, Лем критикует место, отведённое в системе Тодорова научной фантастике. Согласно Лему, диалектика взаимоотношений научных открытий и вымысла в НФ иная, чем описано у Тодорова: научная фантастика основывается на научных открытиях, а не спекулирует на заведомо невозможном.
По утверждению Ю. М. Ханютина, определение Тодорова игнорирует научную фантастику, а Е. М. Неёлов утверждает, что оно игнорирует волшебно-сказочную специфику фантастики. И. Смирнов отмечает, что понимание фантастического Тодоровым соответствует лишь произведениям литературы романтизма и раннего реализма, но не произведениям «современной научной фантастики», и пишет: «Неужели колебания, о которых ведет речь Тодоров, всегда присущи и рассказчику в современной научной фантастике с конституирующей её полной рационализацией невероятного, чудесного?»

Во французской критике известны также определения Роже Кайуа:

Ибо фантастическое — это нарушение общепринятого порядка, вторжение в рамки повседневного бытия чего-то недопустимого, противоречащего его незыблемым законам, а не тотальная подмена реальности миром, в котором нет ничего, кроме чудес.

и

Фантастическое манифестирует скандал, разрыв, вторжение необычного, почти невыносимое в реальном мире.

В России часто цитируют слова Достоевского:

…фантастическое в искусстве имеет предел и правила. Фантастическое должно до того соприкасаться с реальным, что Вы должны почти поверить ему.